# Секст Ноний Суфенат
Секст Но́ний Суфена́т (лат. Sextus Nonius Sufenas; II—I века до н. э.) — римский политический деятель из плебейского рода Нониев, племянник Луция Корнелия Суллы. Претор в 81 году до н. э.

## Биография
Секст Ноний принадлежал к незнатному плебейскому роду. Его отец благодаря своему богатству смог жениться на патрицианке из захудалой ветви Корнелиев, и судьба Секста Нония оказалась связанной с судьбой его дяди по матери, добившегося в своей карьере небывалых для Рима высот.
В 88 году до н. э., после того, как Сулла ввёл свои войска в Рим, Секст Ноний выдвинул свою кандидатуру на одну из магистратур (достоверно неизвестно, на какую именно; антиковеды предполагают народный трибунат). Но плебс, настроенный против Суллы, провалил Нония с позором. Только после второго взятия Рима сулланскими войсками Секст Ноний смог стать претором (81 год до н. э.). В этом качестве он организовал игры в честь победы своего дяди в гражданской войне.
У Секста Нония был сын Марк, претор 52 года до н. э.